# Dialog Control Language
Il Dialog Control Language (o DCL) è un linguaggio di programmazione utilizzato insieme al Lisp (AutoLISP di AutoCAD) per ottenere dei "riquadri di dialogo", cioè delle maschere che si aprono a video, nel quale l'utente può inserire dei valori o operare delle scelte che poi verranno passate al Lisp. Rispetto al Lisp standard, l'utilizzo del linguaggio DCL consente di attribuire dei valori alle variabili senza la necessità di seguire un ordine prestabilito; cioè non si hanno più una serie di domande a cui rispondere in sequenza, ma una maschera da compilare a video in modo molto più intuitivo.